# Trygodes ovipara
Trygodes ovipara är en fjärilsart som beskrevs av Louis Beethoven Prout 1936. Trygodes ovipara ingår i släktet Trygodes och familjen mätare. Inga underarter finns listade i Catalogue of Life.